# 염신전대 고온저의 에피소드 목록
아래는 32번째 도에이 슈퍼전대 시리즈인 염신전대 고온저의 방영 목록이다.
- 공식 번역 명칭이 아니고, 한국어판 더빙 명칭이 아니다.
- 각본 및 감독 부분의 경우 국립국어원이 규정한 한국어 표기법을, 등장 괴물의 경우 통용 표기법을 사용한 목록이다.

| 방영일           | 화수     | 부제                     | 등장 괴물                                     | 각본                          | 감독              |
| ---------------- | -------- | ------------------------ | --------------------------------------------- | ----------------------------- | ----------------- |
| 2008년 2월 17일  | GP-01    | 정의의 동료              | - 소각로 만기                                 | 다케가미 준키                 | 와타나베 가쓰야   |
| 2008년 2월 24일  | GP-02    | 무모한 녀석들            | - 파이프 만기                                 | 다케가미 준키                 | 와타나베 가쓰야   |
| 2008년 3월 2일   | GP-03    | 수사의 기본              | - 스코프 만기                                 | 다케가미 준키                 | 모로타 사토시     |
| 2008년 3월 9일   | GP-04    | 염신 트러블              | - 스프레이 만기                               | 다케가미 준키                 | 모로타 사토시     |
| 2008년 3월 16일  | GP-05    | 가끔은 엄마!?            | - 자석 만기                                   | 다케가미 준키                 | 다케모토 노보루   |
| 2008년 3월 23일  | GP-06    | 아가씨의 마음            | - 스피커 만기                                 | 다케가미 준키                 | 다케모토 노보루   |
| 2008년 3월 30일  | GP-07    | 파트너 아미고            | - 봄베 만기                                   | 아이카와 쇼                   | 나카자와 쇼지로   |
| 2008년 4월 6일   | GP-08    | 최고의 기적              | - 보링 만기                                   | 아이카와 쇼                   | 나카자와 쇼지로   |
| 2008년 4월 13일  | GP-09    | 내일이 있어              | - 렌즈 만기                                   | 다케가미 준키                 | 와타나베 가쓰야   |
| 2008년 4월 20일  | GP-10    | 발차! All Right!         | - 거울 만기                                   | 다케가미 준키                 | 와타나베 가쓰야   |
| 2008년 4월 27일  | GP-11    | 전파 잭                  | - 안테나 만기                                 | 고누타 겐지                   | 다케모토 노보루   |
| 2008년 5월 4일   | GP-12    | 소스케 만기!?            | - 발전 만기                                   | 미야시타 준이치               | 다케모토 노보루   |
| 2008년 5월 11일  | GP-13    | 의협심 풀가동            | - 방아쇠 만기                                 | 아라카와 나루히사             | 모로타 사토시     |
| 2008년 5월 18일  | GP-14    | 매일 두근두근            | - 욕탕 만기                                   | 아이카와 쇼                   | 모로타 사토시     |
| 2008년 5월 25일  | GP-15    | 염신 스톨                | - 해지부대신 히라메키데스                     | 다케가미 준키                 | 나카자와 쇼지로   |
| 2008년 6월 1일   | GP-16    | 명예 회복                | - 오일 만기                                   | 다케가미 준키                 | 나카자와 쇼지로   |
| 2008년 6월 8일   | GP-17    | 정의의 날개              | - 발파 만기                                   | 다케가미 준키                 | 와타나베 가쓰야   |
| 2008년 6월 15일  | GP-18    | 서민 히어로              | - 청소기 만기                                 | 다케가미 준키                 | 와타나베 가쓰야   |
| 2008년 6월 22일  | GP-19    | 군페이의 속마음          | - 톱 만기                                     | 미야시타 준이치               | 모로타 사토시     |
| 2008년 7월 6일   | GP-20    | 남매 배틀!?              | - 체인톱 만기                                 | 고무라 준코 아라카와 나루히사 | 모로타 사토시     |
| 2008년 7월 13일  | GP-21    | 유치한 녀석들            | - 풍선 만기                                   | 다케가미 준키                 | 스즈무라 노부히로 |
| 2008년 7월 20일  | GP-22    | 최후의 소원              | - 방적 만기                                   | 다케가미 준키                 | 스즈무라 노부히로 |
| 2008년 7월 27일  | GP-23    | 폭주 히라메키            | - 데타라메데스                                | 고누타 겐지                   | 와타나베 가쓰야   |
| 2008년 8월 3일   | GP-24    | 최초의 웃음              | - 밧키 - 우라메시메데스 - 히라메키 밧키       | 고누타 겐지                   | 와타나베 가쓰야   |
| 2008년 8월 10일  | GP-25    | 어머니, 안녕히계세요     | - 해수기사 우즈마키호테                       | 아이카와 쇼                   | 모로타 사토시     |
| 2008년 8월 17일  | GP-26    | 연예 관계                | - 해수왕자 니골 조 아레룬브라                 | 아이카와 쇼                   | 모로타 사토시     |
| 2008년 8월 24일  | GP-27    | 손녀 한토!?              | - 수맥 만기                                   | 다케가미 준키                 | 나카자와 쇼지로   |
| 2008년 8월 31일  | GP-28    | 파트너 군페이            | - 맨홀 만기                                   | 다케가미 준키                 | 나카자와 쇼지로   |
| 2008년 9월 7일   | GP-29    | 히로토를 막아라          | - 망치 만기                                   | 아이카와 쇼                   | 다케모토 노보루   |
| 2008년 9월 14일  | GP-30    | 우정의 펀치              | - 빨대 만기                                   | 아이카와 쇼                   | 다케모토 노보루   |
| 2008년 9월 21일  | GP-31    | 아이돌 데뷔              | - 롬비아코                                    | 아라카와 나루히사             | 와타나베 가쓰야   |
| 2008년 9월 28일  | GP-32    | 비보를 찾자              | - 드릴 만기                                   | 다케가미 준키                 | 와타나베 가쓰야   |
| 2008년 10월 5일  | GP-33    | 원시 염신                | - 드릴 만기                                   | 다케가미 준키                 | 모로타 사토시     |
| 2008년 10월 12일 | GP-34    | 악마같은 여자            | - 히터 만기 - 호론데르탈                      | 다케가미 준키                 | 모로타 사토시     |
| 2008년 10월 19일 | GP-35    | 염신의 유대              | - 호론데르탈                                  | 미야시타 준이치               | 스즈무라 노부히로 |
| 2008년 10월 26일 | GP-36    | 소스케… 영원히           | - 해지대신 요고슈타인                         | 미야시타 준이치               | 스즈무라 노부히로 |
| 2008년 11월 2일  | GP-37    | 염신 만기!?              | - 염신 만기                                   | 고누타 겐지                   | 다케모토 노보루   |
| 2008년 11월 9일  | GP-38    | 소녀의 진심              | - 샤워 만기                                   | 다케가미 준키                 | 다케모토 노보루   |
| 2008년 11월 16일 | GP-39    | 향수의 아이              | - 축제 만기 - 라이라이켄 - 고쿠고쿠마루       | 아이카와 쇼                   | 부쓰다 히로시     |
| 2008년 11월 23일 | GP-40    | 장군 부활                | - 라이라이켄 - 고쿠고쿠마루                   | 아이카와 쇼                   | 부쓰다 히로시     |
| 2008년 11월 30일 | GP-41    | 육아 권유                | - 와메이클                                    | 미야시타 준이치               | 가토 히로유키     |
| 2008년 12월 7일  | GP-42    | 학원의 비밀              | - 병 만기 - 마법병 만기                       | 다케가미 준키                 | 가토 히로유키     |
| 2008년 12월 14일 | GP-43    | 연말 청소                | - 청소대신 키레이즈키                         | 다케가미 준키                 | 와타나베 가쓰야   |
| 2008년 12월 21일 | GP-44    | 크리스마스 이브를 지켜라 | - 청소대신 키레이즈키                         | 고누타 겐지                   | 와타나베 가쓰야   |
| 2009년 1월 4일   | GP-45    | 하쓰유메 기획!?          | - 해수대신 케가레시아                         | 하타노 미야코                 | 다케모토 노보루   |
| 2009년 1월 11일  | GP-46    | 가출 봄퍼                | - 아령 만기                                   | 요시모토 사토코               | 다케모토 노보루   |
| 2009년 1월 18일  | GP-47    | 내각 개조                | - 위관방장관 치라카소네                       | 다케가미 준키                 | 모로타 사토시     |
| 2009년 1월 25일  | GP-48    | 정의 해산                | - 종합 만기                                   | 고누타 겐지                   | 모로타 사토시     |
| 2009년 2월 1일   | GP-49    | 최종 결전                | - 해수대신 케가레시아 - 해지대신 키타네이더스 | 다케가미 준키                 | 와타나베 가쓰야   |
| 2009년 2월 8일   | GP-FINAL | 정의의 로드              | - 총리대신 요고시마크리타인                   | 다케가미 준키                 | 와타나베 가쓰야   |